# Тшцянка-Кольонія (Мазовецьке воєводство)
Тшцянка-Кольонія (пол. Trzcianka-Kolonia) — село в Польщі, у гміні Шидлово Млавського повіту Мазовецького воєводства.
Населення — 144 особи (2011).
У 1975-1998 роках село належало до Цехановського воєводства.

## Демографія
Демографічна структура станом на 31 березня 2011 року:
|          | Загалом | Допрацездатний вік | Працездатний вік | Постпрацездатний вік |
| -------- | ------- | ------------------ | ---------------- | -------------------- |
| Чоловіки | 77      | 13                 | 54               | 10                   |
| Жінки    | 67      | 14                 | 36               | 17                   |
| Разом    | 144     | 27                 | 90               | 27                   |